# Hadar (Etiopija)
Hadar je naselje i arheološki lokalitet u Etiopiji, koje se nalazi u području Afarskog trokuta, odnosno na njegovom južnom vrhu, u afarskoj administrativnoj oblasti Mille (woreda). Američki arheolog i paleontolog Donald Johanson je 1973. godine na ovom lokalitetu otkrio ostatke jednog od najbolje očuvanih i najstarijih kostura ženske jedinke Australopithecusa afarensisa. Nalaz je dobio nadimak Lucy, po pjesmi Beatlesa „Lucy in the Sky with Diamonds“.
Godine 2000. u području Dikika u Etiopiji otkriven je stariji kostur Australopithecusa afarensisa, koji je pripadao trogodišnjem djetetu, a koji je dobio nadimak Selam (što na lokalnom jeziku znači "mir").

## Unutarnje poveznice
- Lucy (australopitek)

## Literautra
1. ↑  Donald C. Johanson, Edey Maitland; Lucy, the Beginnings of Humankind (1981.). Izdavač: Granada, St Albans, ISBN 0-586-08437-1

## Vanjske poveznice
- Fotografije arheoloških radova na lokalitetu Hadar, Washingtonsko sveučilište, pristupljeno 1. lipnja 2014.